# Хелле (река)
Хелле́, также Руд-Хилле́х (Руде-Хелле, перс. رود حله‎) — река в Иране, образуется при слиянии рек Шапур и Далеки у сёл Дурудге и Кулаль к югу от Саадабада и Абпахша в шахрестане Дештестан остана Бушир, впадает в Персидский залив Индийского океана, в 35 км к северо-западу от порта Бушир.
Река Шапур берёт начало в горах Дован (Дованкух), к северу от Казеруна. Делая большие повороты, она орошает район Хешта и прорывается в юго-западном направлении к Персидскому заливу. К юго-западу от Далеки в неё впадают с востока солёные воды реки Далеки. После впадения Далеки река Шапур называется также Хелле.
Через реку есть только один мост.
Дельта включает комплекс пресных и солоноватых лагун (глубиной до 3,5 м) с обширными зарослями тростника и осоковыми болотами, а также большой площадью приливных илистых отмелей в устье реки. Площадь дельты — 35 600 га. Прилегающие полупустынные равнины подвержены сезонным затоплениям. Эти водно-болотные угодья имеют недавнее происхождение, образовавшись в начале 1970-х годов с блокировкой основного русла реки и отводом речных вод на прилегающую засолённую прибрежную равнину. Растительность используется для выпаса домашнего скота. В последнее время вода в большом количестве используется для орошения и в летом водно-болотные угодья пересыхают. Это привело к сокращению численности гнездящихся птиц. В 1977 году водно-болотные угодья и прилегающая пустыня общей площадью 42 600 га объявлены заповедником дикой природы, в 1980-х годах статус понижен до охраняемой природной территории (منطقه حفاظت‌شده حله). Дельта является самым важным местом зимовки водоплавающих птиц в остане Бушир. Общая численность зимующих птиц оценивается в 100—200 тысяч. Организация BirdLife International определила заповедник как «важную орнитологическую территорию».